# Thaas
Thaas település Franciaországban, Marne megyében. Lakosainak száma 102 fő (2022. január 1.). Thaas Angluzelles-et-Courcelles, La Chapelle-Lasson, Faux-Fresnay, Marigny, Marsangis és Saint-Saturnin községekkel határos.

## Népesség
A település népessége az elmúlt években az alábbi módon változott:
| Lakosok száma | 111  | 101  | 78   | 86   | 106  | 100  | 99   | 102  | 102  | 102  |
|               | 1968 | 1982 | 1990 | 2006 | 2013 | 2015 | 2017 | 2019 | 2020 | 2022 |